# Jo Jo White
Jo-Jo White, właśc. Joseph Henry White (ur. 16 listopada 1946 w Saint Louis, zm. 16 stycznia 2018 w Bostonie) – amerykański koszykarz występujący na pozycji rozgrywającego, mistrz olimpijski z Meksyku.
Mierzący 191 centymetrów wzrostu koszykarz studiował na University of Kansas. Do NBA został wybrany z numerem 9. w drafcie w 1969 przez Boston Celtics i w tym klubie spędził większość kariery. Z Celtami zdobywał pierścienie mistrzowskie w 1974 i 1976, za drugim razem został uhonorowany tytułem MVP finałów. Siedem razy brał udział w NBA All-Star Game w latach 1971–1977. Grał także w Golden State Warriors (1979–1980) i Kansas City Kings (1980–1981).

## Osiągnięcia
Na podstawie, o ile nie zaznaczono inaczej.

### NCAA
- Uczestnik rozgrywek:
  - Elite 8 turnieju NCAA (1966)
  - Sweet 16 turnieju NCAA (1966, 1967)
- Mistrz sezonu regularnego konferencji Big 8 (1966, 1967)
- Wybrany do II składu All-American (1968, 1969)[5]
- Drużyna Kansas JayHawks zastrzegła należący do niego numer 15

### NBA
- Dwukrotny mistrz NBA (1974, 1976)[6]
- MVP finałów NBA (1976)[6]
- Uczestnik meczu gwiazd:
  - NBA (1971–77)[7]
  - Legend NBA (1992)[8]
- Wybrany do:
  - I składu debiutantów NBA (1970)[9]
  - II składu NBA (1975, 1977)[10]
- Klub Boston Celtics zastrzegł należący do niego w numer 10[11]
- Rekordzista Celtics w liczbie spotkań z rzędu (488) rozegranych w barwach klubu (20.01.1972–29.01.1978 – stan na 3.01.2017)[12]
- Lider play-off NBA w liczbie celnych rzutów wolnych (1976)[13]

### Reprezentacja
- Mistrz:
  - olimpijski (1968)[14]
  - igrzysk panamerykańskich (1967)[15]
  - uniwersjady (1967)[16]

### Inne
- Wybrany do Koszykarskiej Galerii Sław im. Jamesa Naismitha (2015)[17]